# ستروما باتروس
ستروما باتروس ( بالانجليزية : Stroma buttrose ) ولدت 29 أكتوبر 1929 ، هي مهندسة معمارية أسترالية، أصبحت أول مساعدة تخطيطية للنساء في جنوب أستراليا، وانضمت إلى مكتب تخطيط المدن في عام 1957 (الذي أطلق عليه لاحقًا مكتب تخطيط الدولة). تعتبر باتروس شخصية رائدة في مجال العمارة، حيث كانت أول امرأة تتولى منصب مفوض هيئة التخطيط، وكذلك كونها مؤلفة للعديد من المنشورات المعمارية، وأبرزها تخطيط المدن في أستراليا في عام 1975.
أشرفت باتروس على استطلاع غاولر (جنوب أستراليا) لاستخدام الأراضي، وكذلك «ويلانج» في مسح الأراضي للمناطق التي تغطي ما يقرب من 100 الي 40 كيلومترا. كما لعبت دورًا أساسيًا في إنتاج خطة تطوير منطقة متروبوليتان في أديلايد ، والتي تم نشرها في عام 1963. في عام 1973 ، كانت باتروس أول امرأة يتم تعيينها مفوضًا لمجلس الطعون / هيئة تنظيم المدن، والتي أصبحت فيما بعد محكمة البيئة والموارد والتنمية.

## بداية حياتها
بدأ اهتمام باتروس بالجغرافيا ، ثم التخطيط العمراني في وقت لاحق، في مدرسة هوب تاون ( بالانجليزية : Hopetoun )، وفي وقت لاحق وولاندس في جلينلج. في جامعة أديلايد ، أكملت دبلومة الآداب والتربية. في سن 21 ، سافرت باتروس إلى أوروبا مع عائلتها، وعند عودتها، درّست الجغرافيا بينما كانت حاصلة على درجة البكالوريوس في الآداب ، مع تخصص في الجغرافيا. تم تعيينت باتروس كمساعدة مؤقتة للإناث في المخطط العمراني الحكومي في أبريل 1957. وفي عام 1962 ، أكملا بارتوس درجة الماجستير في التخطيط العمراني بجامعة أديلايد مع البروفيسور رولف جنسن (جزء من مجموعة RJA) ، في فئة مكونة من عشرة طلاب فقط.